# Vlag van Menaldumadeel

Vlag van de gemeente Menaldumadeel

De  vlag van Menaldumadeel is de vlag van de Friese gemeente Menaldumadeel. Het dundoek is op 23 juli 1963 bij raadsbesluit als gemeentevlag aangenomen.
De beschrijving van de vlag is als volgt:
Een blauwe vlag met aan de stokzijde een staande gele baan ter breedte van een vierde gedeelte van de vlag met op het blauwe veld een witte liggende omziende eenhoorn.
De eenhoorn kijkt naar achteren, deze is daarmee gelijk aan de eenhoorn op het wapen van Menaldumadeel.

## Wimpel

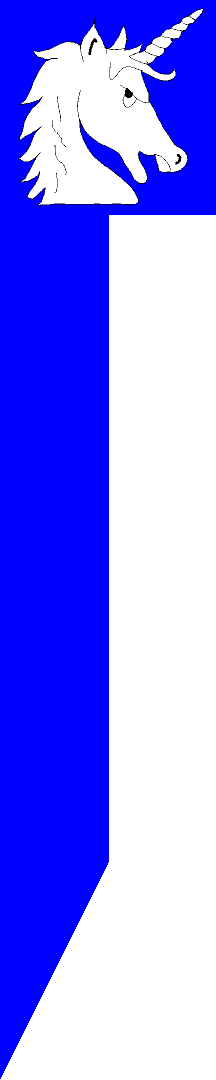
Wimpel

De gemeente had vanaf 3 september 2003 tot aan de opheffing ook een officiële wimpel. De wimpel toont een vierkant aan de kant van de vlaggenmast, met daarin een witte, afgesneden en omgekeerde kop van een eenhoorn. Dit houdt in dat de eenhoorn met de hoorn naar de vlaggenmast wijst. Onder het vierkant twee banen, een van blauw (onderste baan) en een van wit (bovenste baan). Deze kleuren zijn ontleend aan de gouw (Westergo) waar de gemeente deel van uitmaakt.
Per 1 januari 2018 is de gemeente Menaldumadeel opgegaan in de nieuwe gemeente Waadhoeke. De gemeentevlag van Menaldumadeel is hierdoor komen te vervallen.
Aengwirden 
· Baarderadeel 
· Barradeel 
· het Bildt 
· Bolsward 
· Boornsterhem 
· Dokkum 
· Dongeradeel 
· Doniawerstal 
· Ferwerderadeel 
· Franeker 
· Franekeradeel 
· Gaasterland 
· Gaasterland-Sloten 
· Haskerland 
· Hemelumer Oldeferd 
· Hennaarderadeel 
· Hindeloopen 
· Idaarderadeel 
· IJlst 
· Kollumerland en Nieuwkruisland 
· Leeuwarderadeel 
· Lemsterland 
· Littenseradeel 
· Menaldumadeel 
· Nijefurd 
· Oostdongeradeel 
· Rauwerderhem 
· Schoterland 
· Skarsterlân 
· Sloten 
· Sneek 
· Stavoren 
· Terschelling en Vlieland 
· Utingeradeel 
· Westdongeradeel 
· Wonseradeel 
· Workum 
· Wymbritseradeel